# Pian del Voglio
Piano del Voglio (Pian d Vói in dialetto bolognese), è una frazione del comune di San Benedetto Val di Sambro, nella Città metropolitana di Bologna nell'Appennino bolognese.

## Geografia
Posto a 612 m sul livello del mare al centro dell'Appennino tosco-emiliano, si estende su un pianoro posto sulle rive del rio Voglio, ed è grossomodo equidistante tra la città di Bologna e quella di Firenze.
Nel borgo e zone limitrofe vivono un migliaio di persone; gli abitanti trovano occupazione grazie alle attività connesse alla manutenzione e vigilanza dell'autostrada, ma esiste una rinnovata zona artigianale con alcune solide imprese che danno lavoro a molti residenti; resta comunque forte il pendolarismo quotidiano verso le città, in particolare Bologna.
La sua centralità, intesa come collocazione territoriale, lo pone tra un intreccio di vie che lo rendono facilmente fruibile dai paesi che gli stanno intorno, ma anche dalle due città sopra menzionate, accessibili in meno di un'ora attraverso i collegamenti ferroviari (stazione di San Benedetto Sambro-Castiglione Pepoli sulla ferrovia "Direttissima") e autostradali (casello di "Pian del Voglio" sull'Autostrada A1 e casello "Badia" sulla variante di valico).

## Storia
Il nucleo di Piano del Voglio, anticamente denominato "Piliano" e poi "Piano" o "Piano dei Bianchi"  sorge in prossimità di quello che si stima fosse un importante asse di comunicazione tra la Toscana e l'Emilia fino dal tempo degli antichi Romani. I resti di una strada romana, recentemente riscoperti nei pressi di Monte Bastione (e secondo alcuni corrispondente alla Via Flaminia minor) che probabilmente collegava Firenze a Bologna, testimonierebbero la vocazione di "luogo di passaggio" tra Firenze e Bologna. Tale vocazione venne successivamente rafforzata, oltre che dalle strade medievali, dalla statale della Futa (SS.65), fino ad arrivare all'Autostrada del Sole ed alla recente Variante di Valico. Anche i principali attraversamenti ferroviari dell'Appennino sono poco distanti (la ferrovia Porrettana, la Direttissima e l'alta velocità).
In epoca bizantina, Piano si trovava in zona di confine tra l'area di influenza bizantina e il Ducato Longobardo. A Pian di Balestra fu innalzato un punto di difesa bizantino che veniva costantemente presidiato dai "Pilanus" (dal latino, legione di soldati muniti di giavellotti); da qui probabilmente trae origine l'antico nome "Pilianum".
Nel periodo medioevale "Pilianum", divenuto "Pigliano", faceva parte di un insieme di feudi che corrispondevano, all'incirca, agli attuali territori dei paesi di Piano del Voglio (con annessi Montefredente e Qualto) di Baragazza, di Castiglione dei Pepoli e di Montepiano.
Una testimonianza del 1164 mostra che questi territori erano sotto il dominio dei conti Alberti di Mangona e Prato, che li ottennero dall'imperatore Federico Barbarossa. La famiglia dei conti Alberti è ricordata sinistramente da Dante nel Canto 32 dell'Inferno, conficcati nel ghiaccio della Caina - luogo dei traditori della famiglia - a ricordo delle lotte intestine che ne determinarono la fine del potere:
la valle onde Bisenzo si dichina
del padre loro Alberto e di lor fue.
D'un corpo usciro; e tutta la Caina
potrai cercare, e non troverai ombra
degna più d'esser fitta in gelatina.»
(Dante Alighieri - Divina Commedia, canto XXXII 55-60)

Stemma dei conti de' Bianchi

l 21 luglio 1380 il dominio di questa terra fu acquistato dal Comune di Bologna, che lo strappò ai conti Alberti per costruirvi fortilizi e castelli in vicinanza del confine con la Toscana. Il Senato bolognese lo investì successivamente a Pietro dei Bianchi, che fu ambasciatore presso il Papa Urbano VI. Agli inizi del '500 dopo Papa Leone X elevò il feudo a Contea: Il primogenito maschio dei De'Bianchi (poi De'Bianchi De'Medici) divenne da allora Conte Sovrano di Piano; agli altri maschi della famiglia era riservato il titolo di Conti di Piano, senza ordine di primogenitura.
La Contea di Piano era a tutti gli effetti un piccolo stato indipendente, che in alcuni periodi storici batteva moneta, aveva un proprio esercito. I de'Bianchi, famiglia senatoria bolognese ma di antica origine fiorentina, mantennero sempre relazioni anche con Firenze, e il loro feudo di Piano controllava come uno "stato cuscinetto" proprio le vie di collegamento fra i territori appartenenti al Comune di Bologna e la Repubblica Fiorentina. Nei momenti di crisi politica il piccolo stato dei De'Bianchi accoglieva i fuoriusciti politici, a seconda del momento, Bolognesi o Fiorentini, come i De'Medici, che ricompensarono anche per questo i de'Bianchi quando divennero papi con Leone X che elevò Piano a Contea e con Clemente VII che fece inquartare lo stemma de'Bianchi con quello de'Medici.
Testimonianza dell'importanza strategica del borgo è data dalla sua raffigurazione nella Galleria delle Carte Geografiche dei Musei Vaticani con il nome di "Piano".
La famiglia senatoria dei de' Bianchi lo conservò fino agli inizi del XIX secolo, quando l'avventura napoleonica dichiarò finito il feudalesimo. Con l'inizio del XX secolo la famiglia de' Bianchi si divise nelle due famiglie aristocratiche bolognesi dei marchesi Sassoli e dei Ranuzzi della Porretta che tutt'oggi ne portano il cognome, ricevendo entrambe le famiglie dal Regno d'Italia anche il riconoscimento del titolo di Conti di Piano. In particolare il ramo dei Ranuzzi de' Bianchi ereditò i possedimenti di Piano del Voglio. Tutte le loro proprietà rammentano l'antico feudo: ne sono esempio il Palazzo "la Torre", detto "La fattoria", ove erano soliti soggiornare; Cà de Morelli, antica residenza del Governatore; i portici antistanti la piazza e soprattutto "il Palazzo". I Sassoli ereditarono altri beni dei de' Bianchi, ossia il Castello di Zena (Pianoro, Bologna) e la Villa medicea dello Sprocco a Scarperia, nel Mugello (Firenze).

### Età moderna
Caduto il feudalesimo, fu riconosciuto in virtù del "motu proprio" di Pio VII, nel 1816, come Capoluogo di 12 villaggi detti "appodiati"; successivamente fu suddiviso in dieci frazioni.
Con Regio Decreto 16 ottobre 1862 "Piano" fu elevato a sede comunale e al suo nome venne aggiunto quello di "del Voglio", da un torrentello che scorre nel suo territorio, per distinguerlo da altri comuni denominati "Piano".
Nel 1871 la frazione di San Benedetto Val di Sambro, in seguito ad una agitazione, riuscì a trasferire presso di sé la sede comunale, restando comunque il nome di Piano; nel 1924 venne cambiato radicalmente la denominazione dal "Comune di Piano del Voglio" a quella di "Comune di San Benedetto Val di Sambro".

## Urbanistica

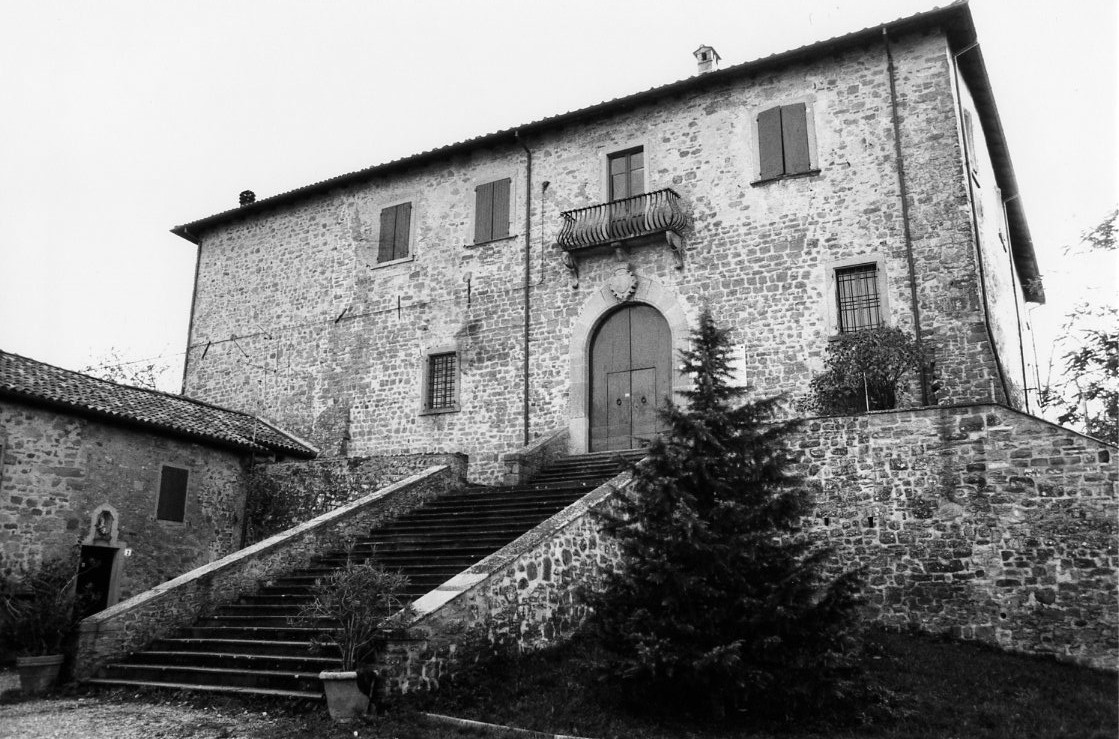
Palazzo de'Bianchi a Pian Del Voglio

Il nucleo storico si raccoglie attorno alla piazza detta "del Mercato", i cui edifici circostanti rimandano ai primi secoli dopo l'anno 1000: il palazzo pretorio detto della "Dogana", ove si amministrava la giustizia; l'osteria, la locanda, il forno, la macelleria, la burraia, il fabbro, le botteghe artigiane raccolte sotto il porticato, le case Bolognini e Valentini. Oggi, negli edifici del centro storico, sono presenti servizi e negozi; nella parte più nuova del paese vi sono le scuole elementare e media, alcune officine meccaniche, un mercatone, un campeggio e altre attività.
Della chiesa arcipretale di San Giovanni Battista, situata su un poggio a ovest della piazza, esistono tracce prima dell'anno 1000; ristrutturata più volte nei secoli successivi, intorno al XVII secolo fu ampliata e dotata di un campanile stile romanico; nel 1906 fu inaugurato l'attuale campanile, alto alla guglia ben 27 metri: in esso è collocato un concerto di quattro campane (grossa, mezzana, mezzanella e piccola) fabbricate dalla fonderia Brighenti nel 1868. Nel 1957 vi è stato l'ultimo ampliamento nell'attuale sistemazione.
Pochi gradini oltre la chiesa, si erge l'antico "Palazzo". Sorto sulle rovine di un'antica fortezza precedente all'anno 1000, fu residenza prima dei Conti, poi del Comune di Piano e, dal dopoguerra, è stata sede dell'asilo parrocchiale, gestito dalla suore Minime dell'Addolorata.
Le modifiche apportate nel corso dei secoli lo rendono molto diverso rispetto alla struttura originaria, che era stata progettata come residenza stabile fortificata; tutt'oggi rimane la configurazione esterna dell'edificio, prettamente medioevale aggiornato; al suo interno vi sono ancora le tracce di un pozzo, detto "delle lame", nel cui fondo erano state disposte delle lame acuminate, che dovevano servire per giustiziare i personaggi più infidi ed invisi al feudatario; venne fatto costruire a scopo deterrente, ma non fu mai utilizzato come strumento di morte.
In esso furono ospitati importanti membri della famiglia dei Medici, quando erano esuli da Firenze; inoltre Papa Benedetto XV, quando era ancora cardinale di Bologna, era solito recarsi a Piano del Voglio in villeggiatura.

## Manifestazioni e tradizioni
Oltre alla festa del patrono, San Giovanni Battista, il 24 giugno, è molto sentita la festa di San Luigi che si festeggia la seconda domenica di agosto; per l'occasione il profilo della chiesa viene illuminato da mille lampadine e il paese è tutto inghirlandato a festa.
Nel corso dell'anno si tengono altre manifestazioni - come la festa della "Madonna dell'Abetaia" l'ultimo fine settimana di agosto ed il Falò del vecchione alla mezzanotte del 31 dicembre - che attirano turisti e visitatori.
In queste circostanze gioca un ruolo di primaria importanza il locale Corpo Bandistico, fondato nel 1923 dal conte Pio Ranuzzi de' Bianchi. Formato da giovani e meno giovani, paesani e non, composto dalle sezioni strumentali tipiche bandistiche (clarini, sassofoni, trombe, tromboni, bassi e ritmica), affianca al repertorio bandistico brani di musica moderna (leggera, rock, pop) che animano le manifestazioni religiose e folcloristiche della zona.
La tradizione gastronomica ricalca per la maggior parte la tradizione bolognese: tortellini, tortelloni di ricotta e spinaci, lasagne e tagliatelle con ragù bolognese sono piatti tipici del luogo. Importante è però anche l’influenza della vicina toscana: i tortelli di patate del vicino Mugello e la Bistecca alla Fiorentina sono piatti che possono essere considerati tipici anche da queste parti; inoltre il pane toscano insipido è quello maggiormente utilizzato nella tradizione locale. Particolare importanza assumono nella tradizione i piatti a base di funghi, presenti in abbondanza nei boschi della zona.
Dolce tipico del luogo sono gli Zuccherini montanari, tradizionali biscotti friabili con glassatura di zucchero e profumo di anice che nella tradizione dell’appennino tosco-emiliano venivano fatti in occasione delle principali feste. Sono tuttora considerati il dolce del matrimonio: agli invitati vengono sempre regalati, in numero rigorosamente dispari per motivi scaramantici, in segno di ringraziamento assieme ai confetti ed alle bomboniere.

## Curiosità
- Nel 1970 la Rai girò a Piano del Voglio uno speciale del telegiornale chiamato "Mentre l'Italia cambia". Il documentario è curato da Ezio Zefferi e tratta del sistema autostradale italiano e sugli effetti del nuovo piano autostradale nella vita quotidiana delle persone, nel paese. Venne analizzato il cambiamento di vita di Pian del Voglio da quando l'autostrada venne inaugurata nel 1960, con interviste agli abitanti e nelle aziende sorte grazie all'uscita autostradale.[3]
- Nel 1999 il cantautore Samuele Bersani si ritirò per un periodo in una villetta a Piano del Voglio, nei pressi della borgata Ca' dei Santoni, allo scopo di iniziare la stesura del suo quarto album in studio. Riferimenti a questo periodo sono presenti nei ringraziamenti nell'album L'oroscopo speciale pubblicato nell'anno 2000.[4]